# Fuglafjarðar kommuna
Fuglafjarðar kommuna er en kommune på Færøerne. Kommunen omfatter bygderne Fuglafjørður og Hellur på østsiden af Eysturoy. Kommunen blev udskilt fra Eysturoyar prestagjalds kommuna i 1918 sammen med Leirvíkar kommuna. 1. januar 2009 havde Fuglafjarðar kommuna 1 553 indbyggere.

## Politik

### Kommunalvalget 2012
Borgmester før valget var Sigurð S. Simonsen fra Sambandspartiet, mens viceborgermesterposten blev beklædt af Dánjal Vang fra Folkeflokken. En lokalliste, der havde fået 212 stemmer i 2008 genopstillede ikke. Selvstyrepartiet var dermed det eneste oppositionsparti, der opstillede en liste. De vandt valget og Sonni á Horni overtog borgmesterposten. 
Valgte kandidater markeret med fed skrift.
| Liste | Parti                                   | Stemmer | Procent | Mandater | Mandater | Mandater |
| ----- | --------------------------------------- | ------- | ------- | -------- | -------- | -------- |
| D     | Selvstyrepartiet (Sjálvstýrisflokkurin) | 451     | 47,23   | 5        | +2       |          |
| B     | Sambandspartiet (Sambandsflokkurin)     | 259     | 27,12   | 2        | +1       |          |
| A     | Folkeflokken (Fólkaflokkurin)           | 245     | 25,65   | 2        | -1       |          |
|       | I alt                                   | 960     | 100     | 9        | 0        |          |

| Liste A        | Liste A            | Liste A        | Liste B           | Liste B             | Liste B           | Liste D              | Liste D                   | Liste D              |
| Fólkaflokkurin | Fólkaflokkurin     | Fólkaflokkurin | Sambandsflokkurin | Sambandsflokkurin   | Sambandsflokkurin | Sjálvstýrisflokkurin | Sjálvstýrisflokkurin      | Sjálvstýrisflokkurin |
| Nr             | Kandidat           | Stemmer        | Nr                | Kandidat            | Stemmer           | Nr                   | Kandidat                  | Stemmer              |
| -------------- | ------------------ | -------------- | ----------------- | ------------------- | ----------------- | -------------------- | ------------------------- | -------------------- |
| 1.             | Jann N. Toftegaard | 31             | 1.                | Símun Jákup Eliasen | 13                | 1.                   | Ásbjørn P.S. Berthelsen   | 38                   |
| 2.             | Gunhild Jacobsen   | 4              | 2.                | Sigurð S. Simonsen  | 86                | 2.                   | Árant G. Berjastein       | 40                   |
| 3.             | Gordon Petersen    | 23             | 3.                | Harley Joensen      | 7                 | 3.                   | Unn Eldevig Petersen      | 18                   |
| 4.             | Ella á Dalbø       | 22             | 4.                | Eyðun á Lakjuni     | 76                | 4.                   | Sámal Olsen               | 16                   |
| 5.             | Dánjal Vang        | 121            | 5.                | Elibert Kerá        | 8                 | 5.                   | Sonni á Horni             | 102                  |
| 6.             | Birgir Petersen    | 37             | 6.                | Atli Larsen         | 66                | 6.                   | Sigga Óladóttir Joensen   | 44                   |
|                |                    |                |                   |                     |                   | 7.                   | Petur Abrahamsen          | 49                   |
|                |                    |                |                   |                     |                   | 8.                   | Mortan G. Berjastein      | 15                   |
|                |                    |                |                   |                     |                   | 9.                   | Magnus Suni Midjord       | 52                   |
|                |                    |                |                   |                     |                   | 10.                  | Leif André Eliasen        | 20                   |
|                |                    |                |                   |                     |                   | 11.                  | Bjørghild Arnholdtsdóttir | 29                   |
|                |                    |                |                   |                     |                   | 12.                  | Bernhard K. F. Samuelsen  | 22                   |
|                | Lista              | 7              |                   | Lista               | 3                 |                      | Lista                     | 6                    |